# Sun Fu-ming
Sun Fu-ming (čínsky:孙福明, Pchin-jin: Sūn Fúmíng), (* 14. dubna 1974 Si-feng, Čína) je bývalá reprezentantka Číny v judu. Je olympijskou vítězkou z roku 1996.

## Sportovní kariéra

### Úspěchy
- olympijská zlatá medaile z roku 1996
- bronzová olympijská medaile z roku 2004
- titul mistryně světa z roku 2003
- vítězství na asijských hrách v roce 2002

### Zajímavosti
- tokui waza: pravé seoi-nage
- úchop: pravý
- styl: dynamický

V mladí kombinovala judo se vzpíráním a vrhem koulí. Judu se věnovala od 14 let. Po skončení sportovní kariéry se věnuje trenérské práci.

### Rivalové
- Jüan Chua
- Tchung Wen

## Výsledky

### Váhové kategorie
| Olympijské hry    |   | 1. |    |   |   | — |   |    |    | 3. |
| Mistrovství světa | — |    | 3. |   | — |   | — |    | 1. |    |
| Asijské hry       |   |    |    | — |   |   |   | 1. |    |    |

### Bez rozdílu vah
| Turnaj            | 1995 | 1996 | 1997 | 1998 | 1999 | 2000 | 2001 | 2002 | 2003 | 2004 |
| Turnaj            | 21   | 22   | 23   | 24   | 25   | 26   | 27   | 28   | 29   | 30   |
| ----------------- | ---- | ---- | ---- | ---- | ---- | ---- | ---- | ---- | ---- | ---- |
| Mistrovství světa | 2.   |      | —    |      | —    |      | —    |      | —    |      |
| Mistrovství Asie  | —    | —    | —    |      | —    | 1.   | —    |      | —    | —    |

## Podrobnější výsledky

### Olympijské hry
| Rok      | Kategorie  |  | 1/32                     | 1/16                               | čtvrtfinále                      | semifinále                            | o bronz                              | finále                              |
| -------- | ---------- |  | ------------------------ | ---------------------------------- | -------------------------------- | ------------------------------------- | ------------------------------------ | ----------------------------------- |
| LOH 1996 | těžká váha |  | volný los                | výhra - kok/shi Michelle Rogersová | výhra - yuk/son Johanna Hagnová  | výhra - waz/son Svetlana Gundarenková | —                                    | výhra - yuk/isn Estela Rodríguezová |
| LOH 2000 | těžká váha |  | nestartovala - Jüan Chua | nestartovala - Jüan Chua           | nestartovala - Jüan Chua         | nestartovala - Jüan Chua              | nestartovala - Jüan Chua             | nestartovala - Jüan Chua            |
| LOH 2004 | těžká váha |  | volný los                | výhra - 1:22/ysg Insaf Jahjaviová  | výhra - 0:37/isn Carmen Chaláová | prohra - 1:39/tno Daima Beltránová    | výhra - 2:05/ysg Maryna Prokofjevová | —                                   |

### Mistrovství světa
| Rok     | Kategorie  |  | 1/32                       | 1/16                     | čtvrtfinále               | semifinále               | o bronz                  | finále                   |
| ------- | ---------- |  | -------------------------- | ------------------------ | ------------------------- | ------------------------ | ------------------------ | ------------------------ |
| MS 1995 | těžká váha |  | nestartovala - Čang Jing   | nestartovala - Čang Jing | nestartovala - Čang Jing  | nestartovala - Čang Jing | nestartovala - Čang Jing | nestartovala - Čang Jing |
| MS 1997 | těžká váha |  | volný los                  | výhra Svitlana Lysjanská | výhra Brigitte Olivierová | prohra Miho Ninomijaová  | výhra Michelle Rogersová | —                        |
| MS 1999 | těžká váha |  | nestartovala - Jüan Chua   | nestartovala - Jüan Chua | nestartovala - Jüan Chua  | nestartovala - Jüan Chua | nestartovala - Jüan Chua | nestartovala - Jüan Chua |
| MS 2001 | těžká váha |  | nestartovala - Jüan Chua   | nestartovala - Jüan Chua | nestartovala - Jüan Chua  | nestartovala - Jüan Chua | nestartovala - Jüan Chua | nestartovala - Jüan Chua |
| MS 2003 | těžká váha |  | výhra Belkıs Zehra Kayaová | výhra Li Siao-chung      | výhra Karina Bryantová    | výhra Sandra Köppenová   | —                        | výhra Maki Cukadaová     |